# Renaud de Vichiers

Escudo de armas de Renaud de Vichiers.

Renaud de Vichiers, o de Vichy (m. 20 de enero de 1256), fue el décimo noveno gran maestre de la Orden del Temple.

## Biografía
Originario de la región de Champaña, ostentó sucesivamente los cargos de preceptor de Francia y gran mariscal de la Orden, siendo elevado a la dignidad de gran maestre para suceder a Guillaume de Sonnac, que había muerto en Egipto en la batalla de Al Mansurah.
Contribuyó con sus consejos a que San Luis, después de su cautiverio tras la  batalla de al-Mansura, permaneciera en Tierra Santa reorganizando las posesiones francesas.
Renaud de Vichiers falleció el 20 de enero de 1256.
| Predecesor: Guillaume de Sonnac | Gran maestre de la Orden del Temple 1250 - 1256 | Sucesor: Thomas Bérard |